# Kościeszki (województwo kujawsko-pomorskie)
Kościeszki – wieś w Polsce położona w województwie kujawsko-pomorskim, w powiecie mogileńskim, w gminie Jeziora Wielkie.

## Podział administracyjny
W latach 1975–1998 miejscowość administracyjnie należała do województwa bydgoskiego.

## Demografia
Według Narodowego Spisu Powszechnego (III 2011 r.) liczyła 332 mieszkańców. Jest piątą co do wielkości miejscowością gminy Jeziora Wielkie.

## Zabytki
Według rejestru zabytków NID na listę zabytków wpisany jest drewniany kościół parafialny pw. św. Anny z roku 1760, nr rej.: A/862 z 8.03.1933 i z 17.06.1959.